# Cylindraspis
Cylindraspis é um gênero de tartarugas terrestres encontrado nas Ilhas Mascarenhas (Reunião, Maurício e Rodrigues) cujas espécies foram recentemente extintas devido à caça predatória e a introdução de predadores não-nativos.

## Espécies
- †Cylindraspis indica (Schneider, 1783) - Reunião
- †Cylindraspis inepta (Günther, 1873) - Maurício
- †Cylindraspis peltastes (Duméril & Bibron, 1835) - Rodrigues
- †Cylindraspis triserrata (Günther, 1873) - Maurício
- †Cylindraspis vosmaeri (Suckow, 1798) - Rodrigues

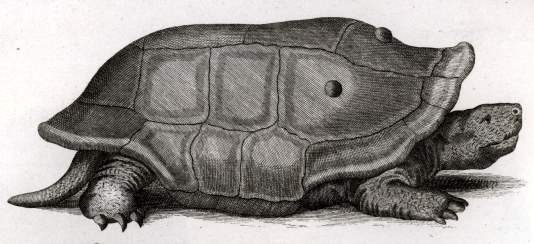
Cylindraspis indica
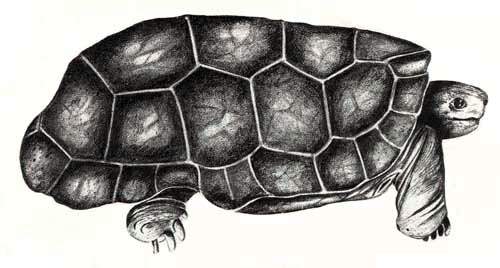
Cylindraspis peltastes
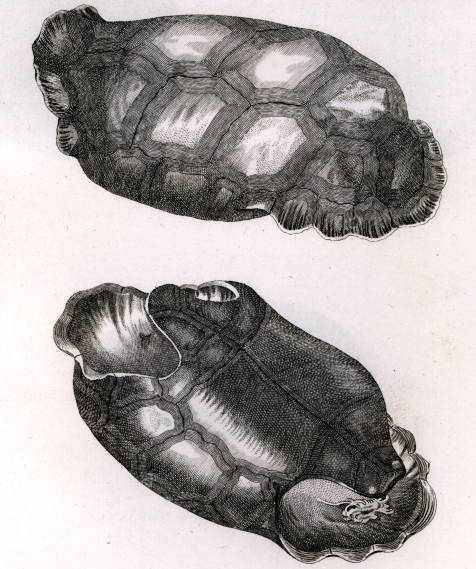
Cylindraspis vosmaeri